# Michael Piller
Michael Piller (n. 30 mai 1948, New York City, New York, SUA – d. 1 noiembrie 2005, Los Angeles, California, SUA) a fost un scenarist american și producător de televiziune. Este cel mai cunoscut pentru munca sa la franciza Star Trek.

## Biografie și carieră
În 1989, după o convorbire telefonică cu Maurice Hurley, un prieten care a condus echipa de scenariști ai seriei Star Trek: Generația următoare până în al doilea an, a dus la o colaborare a lui Piller cu Michael Wagner de a scrie un episod numit „Evoluție”.
Piller a fost responsabil personal pentru o serie de episoade populare Star Trek: Generația următoare, inclusiv „Două lumi”, părțile 1 și 2, care sunt deseori identificate ca fiind cele mai bune episoade din Generația următoare și episodul în două părți din al cincilea sezon, „Unificarea”, în care a apărut Spock, interpretat de Leonard Nimoy, care a interpretat rolul în Star Trek: Seria originală.

## Legături externe
- Michael Piller la Internet Movie Database
- en Michael Piller la Memory Alpha (site wiki pentru Star Trek)
- Piller2 - website of Michael Piller's production company